# ديريك هارولد روبنز
ديريك هارولد روبنز (بالإنجليزية: Derrick Robins)‏ (27 يونيو 1914 – 3 مايو 2004) هو رجلُ أعمالٍ، كان لاعبَ كريكيت ومروجاً رياضياً مليونيراً، ورئيساً لنادي كوفنتري سيتي لكرة القدم. وُلِد في بلدة بيكسيليث، مقاطعة كينت الواقعة في المملكة المتحدة.

## نشاطه
شارك روبنز بمباريتين لـنادي مقاطعة وارويكشاير للكريكيت عام 1947 لكنه لم يلعب بعدها لعبة كريكيت المقاطعة مرة أخرى. وكان ذلك آخرَ ظهورٍ له في مباريات الكريكيت من الدرجة الأولى بعد 22 عاماً، حيث كان ثالث ظهور له بشكلٍ استثنائي مع فريقه الخاص "D. H. Robins's XI" مقابل منتخب الهند الغربية للكريكيت في ملاعب سافرونز بمدينة إيستبورن، المملكة المتحدة. وظهر مع فريقه مرتين بعد ذلك: مقابل جامعة أوكسفورد عام 1969 ومقابل منتخب الهند الوطني للكريكيت (فريق الهند) عام 1971، التي كانت بعد يومين من عيد ميلاده الخامس والسبعين.
كان مشهوراً بموقفه اتجاه نظام الفصل العنصري الأبارتايد في جنوب أفريقيا في السبعينيات من القرن العشرين، حيث رتب جولة خاصة  بفريقه "D. H. Robins's XI" وخاض مباريات سنوية كل شتاء في الفترة ما بين 1972\73 و1975\76 هنالك. وقد ضم فريق روبنز لاعبين محترفين، مثل بوب ويليز، براين كلوز، طوني جريج وتريفور تشابيل، الذين لم يترتب عليهم أي حظر. تُذكر تفاصيل هذه المباريات في مقالة لعبة الكريكيت الدولية في جنوب أفريقيا من عام 1971 إلى عام 1981.
كما أنّ روبنز أخذ فرقًا من الدرجة الأولى إلى سريلانكا بالفترة ما بين 1977 إلى 1978، وإلى نيوزيلندا 1979-1980.

## وفاته
توفي روبنز في جنوب افريقيا وعمره ثمانيةً وتسعين عاماً.